# 제10회 골든 래즈베리상
제10회 골든 래즈베리상은 1989년 영화를 대상으로 1990년 3월에 열린 시상식이다. 헐리우드 루즈벨트호텔에서 개최되었다.

## 수상 및 후보

### 최악의 작품상
- 스타 트렉 5 - 최후의 미개척지 수상
- 베스트 키드 3
- 탈옥
- 로드 하우스
- 스피드 존

### 최악의 남우주연상
- 스타 트렉 5 - 최후의 미개척지 - 윌리암 샤트너 수상
- 내 인생은 나의 것 - 토니 댄자
- 베스트 키드 3 - 랄프 마치오
- 탈옥 - 실베스타 스텔론
- 불타는 복수 - 패트릭 스웨이지

### 최악의 여우주연상
- 늪지의 괴물 2 - 헤더 로클러 수상
- 올드 그링고 - 제인 폰다
- 바이 바이 베이비 - 브리짓 닐슨
- 미궁 속의 알리바이 - 폴리나 포리즈코바
- 분노의 캠퍼스 - 알리 쉬디

### 최악의 남우조연상
- 모의 법정 - 크리스토퍼 앳킨스 수상
- 로드 하우스 - 벤 가자라
- 스타 트렉 5 - 최후의 미개척지 - 디포레스트 켈리
- 베스트 키드 3 - 팻 모리타
- 탈옥 - 도날드 서덜랜드

### 최악의 여우조연상
- 스피드 존 - 브룩 쉴즈 수상
- 버트 릭비 - 앤 밴크로프트 수상
- 이지 걸 - Angelyne
- 야망의 브로드웨이 - 마돈나
- 탱고와 캐쉬 - 커트 러셀

### 최악의 감독상
- 스타 트렉 5 - 최후의 미개척지 - 윌리암 샤트너 수상
- 베스트 키드 3 - 존 G. 아빌드센
- 로드 하우스 - 로우디 헤링톤
- 할렘 나이트 - 에디 머피

### 최악의 각본상
- 할렘 나이트 수상
- 베스트 키드 3
- 로드 하우스
- 스타 트렉 5 - 최후의 미개척지
- 탱고와 캐쉬

### 최악의 주제가상
- 나이트메어 5 - 꿈꾸는 아이들 - Bring Your Daughter... to the Slaughter 수상
- 나이트메어 5 - 꿈꾸는 아이들 - Let's Go!
- 공포의 묘지 - Pet Sematary

## 같이 보기
- 제62회 아카데미상
- 제43회 영국 아카데미 영화상
- 제47회 골든 글로브상